# 25706 Cekoscielski
25706 Cekoscielski è un asteroide della fascia principale. Scoperto nel 2000, presenta un'orbita caratterizzata da un semiasse maggiore pari a 2,2755971 UA e da un'eccentricità di 0,0343612, inclinata di 7,09233° rispetto all'eclittica.